# 음성 옥산사
옥산사는 충청북도 음성군 감곡면에 있다. 2003년 4월 24일 음성군의 향토문화유적 제16호로 지정되었다.

## 개요
이 사당은 조선 인조～숙종 대의 인물인 이기홍(李箕洪)을 봉안한 사당이다.  옥산사는 본래 괴산군 연풍면에 있었던 원천사(源泉祠)가 대원군의 서원철폐령으로 폐쇄되자, 1908년에 이곳으로 옮겨지어 옥산사라 하였으며, 그 후 1972년 중수하였다.